# Відбій (армія)

Приклад розподілу часу доби між відбоєм та підйомом.

Відбій — команда, що подається у розташуванні особового складу у Збройних силах України (в армії і на флоті), після якої особовому складу дозволяється відпочивати (спати), а також елемент розпорядку дня, визначений Статутом внутрішньої служби, під час якого в розташуванні підрозділу вводяться певні особливі умови.

## Процес відбою
Відбій особового складу є одним із обов'язкових елементів розпорядку дня, що вводиться в дію наказом командира військової частини.
|  | У розпорядку дня має бути передбачений час для проведення ранкової фізичної зарядки, ранкового огляду, ранкового й вечірнього туалету; для навчальних занять і підготовки до них; для інструктажу та розводу добового наряду; для зміни спеціального (робочого) одягу, чищення одягу, взуття, миття рук перед їжею, харчування, обслуговування озброєння, бойової та іншої техніки; для національно-патріотичної, культурологічної та спортивно-масової роботи, підбиття підсумків стану бойової підготовки, військової дисципліни, внутрішнього порядку, озброєння і техніки, слухання радіо й перегляду телепередач; для приймання хворих у медичному пункті, приймання військовослужбовців командуванням з особистих питань, відвідування військовослужбовців; для особистих потреб військовослужбовців, вечірньої прогулянки, вечірньої повірки та восьмигодинного сну. |

Отже, якщо в частині не проводяться мобілізаційні заходи, навчання, нічні заняття за планом бойової підготовки, особовому складу надається 8 годин для відпочинку (сну).
Відбою передує вечірня повірка, в ході якої головний сержант роти зачитує іменний список особового складу підрозділу із числа військовослужбовців строкової військової служби, командири підрозділів доповідають головному сержанту роти про відсутніх: на варті, в наряді, хворих, у відрядженнях та відпустках; зачитується бойовий розподіл та наряд на наступну добу.
|  | Після закінчення вечірньої повірки головний сержант роти віддає команду "Вільно" і встановлює час для вечірнього туалету. В установлений час подається сигнал "Відбій" і вмикається чергове освітлення. |

## Особливості після сигналу «Відбій» до сигналу «Підйом»
- При розташуванні табором після сигналу «Відбій» до сигналу «Підйом» команда для виклику чергових на лінію не подається.
- Команда для виконання військового вітання військовим частинам і підрозділам не подається.
- У спальних приміщеннях у години сну залишається чергове освітлення. Біля входу до казарм, у кімнатах для зберігання зброї, коридорах, на сходах і в туалетах з настанням темряви й до світанку підтримується повне освітлення. Нагляд за підтриманням встановленого освітлення та своєчасним увімкненням і вимкненням світла покладається на чергових і днювальних.
- Електричне освітлення в районі розташування військової частини, як правило, на ніч не вимикається і підтримується у черговому режимі. На випадок аварії, тимчасового вимкнення електричного освітлення або непередбачених обставин чергові рот та інших підрозділів повинні мати резервні ліхтарі (гасові лампи), місця зберігання яких встановлюються командиром військової частини.
- Якщо військовослужбовець повертається із звільнення до підрозділу після відбою, він доповідає не своєму безпосередньому начальнику, а лише черговому роти.
- Дії осіб із складу варти та добового наряду від «Відбою» до «Підйому» регламентуються, як правило, окремим розділом інструкцій[2].
- Рядові (матроси) та курсанти перших курсів військових навчальних закладів, призначені поза чергою в наряд на роботу, залучаються до виконання робіт у своєму підрозділі або у військовій частині в будь-які дні тижня у вільний від занять час. Тривалість виконання одного наряду на роботу не повинна перевищувати 8 годин на добу. Роботи виконуються від підйому до відбою.